# Taxe spéciale sur les films pornographiques ou d'incitation à la violence
Lire en ligne

Lire sur Légifrance

En droit français, la taxe spéciale sur les films pornographiques ou d'incitation à la violence est un impôt sur les films étrangers dont le produit est affecté au Centre national du cinéma et de l'image animée. Cette taxe s'ajoute aux nombreuses autres mesures fiscales destinées à limiter la production de films pornographiques. Cette situation est qualifiée par certains de « véritable censure économique ».
Elle est instituée par l'article 11-II-2 de la loi n° 75-1278 du 30 décembre 1975 de finances pour 1976 et abrogée par la loi de finances pour 2021.

## Caractéristiques

### Redevables
La production, distribution ou représentation de films pornographiques ou d'incitation à la violence par des entreprises établies hors de France sont soumises à la taxe. Il s'agit d'une taxe forfaitaire dont le montant est inscrit dans la loi. Les montants prévus lors du vote de la loi en 1975 étaient 300 000 francs pour les longs métrages et 150 000 francs pour les courts métrages.

### Rendement
L'Observatoire européen de l'audiovisuel estime le produit de la taxe à 76 000 euros en 2002. L'ensemble de la fiscalité dans le domaine n'a pas pour but de collecter de l'argent mais « d’agir sur la création pour limiter la production et la consommation de films pornographiques ou incitant à la haine ».